# Sexegertenspitze
Die Sexegertenspitze ist ein Berg mit zwei Gipfeln im Weißkamm der Ötztaler Alpen im österreichischen Bundesland Tirol. Die Südliche Sexegertenspitze besitzt eine Höhe von 3424 Metern, der Nordgipfel ist 3348 Meter hoch. Beide Gipfelpunkte sind knapp 500 Meter voneinander entfernt, getrennt durch eine kleine Einsattelung und liegen unter einer Firnkappe. Im Vergleich zur mächtigeren Hochvernagtspitze mit 3539 Metern Höhe wirken diese beiden Spitzen eher unscheinbar. Nach Nordwesten sendet die Nördliche Sexegertenpitze einen ausgeprägten Grat aus. Zuerst bestiegen wurden sie im Jahr 1887, die benachbarte Hochvernagtspitze dagegen bereits 1865.

## Lage und Umgebung
Südliche und Nördliche Sexegertenspitze liegen etwa 10 Kilometer südwestlich von Mittelberg einem Ortsteil der Gemeinde St. Leonhard im Pitztal und 15 Kilometer nördlich vom Dorf Kurzras in Südtirol. Die beiden Gipfel sind von Gletschern umgeben. Nordöstlich und östlich liegt der südliche Teil des ausgedehnten Sexegertenferners, dessen Nährgebiet sich als Firnfeld bis über die Gipfelpunkte hinaufzieht. Im Westen reicht der Wannetferner bis zu einer Höhe von 3100 Metern an die bis 50° geneigte etwa 300 Meter aufragende Westflanke der Spitzen heran. Benachbarte Berge sind im Süden, ohne Scharte oder Joch getrennt, die Hochvernagtspitze, die in diesem Gebiet des Weißkamms die geografische Dominanz besitzt. Im Verlauf des Nordwestgrats befindet sich, getrennt durch das auf 3110 Metern Höhe gelegene Wannetjoch, die Hintere Ölgrubenspitze mit einer Höhe von 3296 Metern.

## Stützpunkte und Besteigung
Zuerst bestiegen wurden die beiden Gipfel am 29. Luli 1887 im Rahmen einer Überschreitung von der Hochvernagtspitze aus durch  die Alpinisten Heinrich Heß und Ludwig Purtscheller im Rahmen einer Wanderung über den Weißkamm, die von der Wildspitze bis zur Hinteren Ölgrubenspitze führte. Der Normalweg auf die beiden Sexegertenspitzen führt vom Taschachhaus (2434 m) aus in südwestlicher Richtung über den Sexegertenferner als Hochtour (nur mit entsprechender Ausrüstung und Erfahrung) zum Wannetjoch, an dessen Nordseite allerdings im Hochsommer zeitweise ein unüberwindlicher Bergschrund zu Umwegen über das nördlich gelegene Ölgrubenjoch (3095 m) zwingen kann. Vom Wannetjoch aus verläuft der Weg dann in südöstlicher Richtung über den Nordwestgrat zunächst auf die Nördliche, dann durch eine leichte Einsattelung hinauf zur Südlichen Sexegertenspitze. Die Gehzeit von der Hütte beträgt laut Literatur 5 bis 6 Stunden, je nach Verhältnissen am Wannetjoch. Weitere Touren sind durch die bis 60° geneigte Nordost-Eiswand der Nördlichen Sexegertenpitze möglich.